# 乔治·佩特森
乔治·佩特森（英語：George Paterson，1940年11月6日—2020年7月26日），新西兰男子赛艇运动员。他曾代表新西兰参加1962年大英帝国和英联邦运动会赛艇比赛，获得男子四人单桨有舵手金牌。